# 齊藤誠 (農林官僚)
斉藤 誠（さいとう まこと、1913年〈大正2年〉4月4日 - 1992年〈平成4年〉12月13日）は、日本の農林官僚。食糧庁長官を務めた。島根県出身。

## 来歴・人物
1938年に東京帝国大学法学部政治学科を卒業し、同年に農林省に入省した。1957年8月に大臣官房長に就任し、1963年9月に食糧庁長官に就任し、1965年6月から1966年7月までに農林事務次官を務めた。
1983年11月に勲二等旭日重光章を受章。
1992年12月13日急性肺炎のために死去。79歳没。